# Basjevo
Basjevo (bulgariska: Башево) är ett distrikt i Bulgarien.   Det ligger i kommunen Obsjtina Ardino och regionen Kărdzjali, i den södra delen av landet, 190 kilometer sydost om huvudstaden Sofia. Antalet invånare är 168. Arean är 4,6 kvadratkilometer.